# بالوما سان باسيليو
بالوما سان باسيليو (بالإسبانية: Paloma San Basilio)‏ هي مغنية وكاتبة أغاني وممثلة إسبانية، ولدت في 22 نوفمبر 1950 في مدريد في إسبانيا. من الجوائز التي نالتها جائزة غرامي اللاتينية لإنجاز العمر ‏ سنة 2006.

## جوائز
- جائزة غرامي اللاتينية لإنجاز العمر [الإنجليزية]‏ (2006)

## وصلات خارجية
- بالوما سان باسيليو على موقع IMDb (الإنجليزية)
- بالوما سان باسيليو على موقع ميوزك برينز (الإنجليزية)
- بالوما سان باسيليو على موقع ديسكوغز (الإنجليزية)
- بالوما سان باسيليو على موقع قاعدة بيانات الفيلم (الإنجليزية)